# Борис Сидис
Борис Сидис (на английски: Boris Sidis) е американски психолог от еврейски произход. Сидис основава Нюйоркския щатски психопатичен институт и Журнала за патопсихология. Баща е на вундеркинда Уилям Сидис. 
Сидис е секуларен еврейн, който пристига в Ню Йорк през 1887 г., бягайки от политическо преследване в Руската империя, където започва кариера в нововъзникващата област на психологията. Той е напътстван от известния философ от Харвардския университет Уилям Джеймс и пише остро за това, което смята за религиозно суеверие сред вярващите американци, като цитира исторически точки, в които вижда масова психоза.
Борис Сидис противостои на главните течения в психологията и Зигмунд Фройд и поради това умира отлъчен.

## Частична библиография
- The Psychology of Suggestion: A Research into the Subconscious Nature of Man and Society (1898)
- Psychopathological Researches: Studies in Mental Dissociation (1902)
- Multiple Personality: An Experimental Investigation into Human Individuality (1904)
- An Experimental Study of Sleep (1909)
- Philistine and Genius (1911)
- The Psychology of Laughter (1913)
- The Foundations of Normal and Abnormal Psychology (1914)
- Symptomatology, Psychognosis, and Diagnosis of Psychopathic Diseases (1914)
- The Causation and Treatment of Psychopathic Diseases (1916)
- The Source and Aim of Human Progress: A Study in Social Psychology and Social Pathology (1919)
- Nervous Ills: Their Cause and Cure (1922)